# Clintonia
Clintonia là một chi thực vật có hoa trong họ Asparagaceae.

## Mô tả
Chi Clintonia rất đa dạng về mặt hình thái.

## Hình ảnh

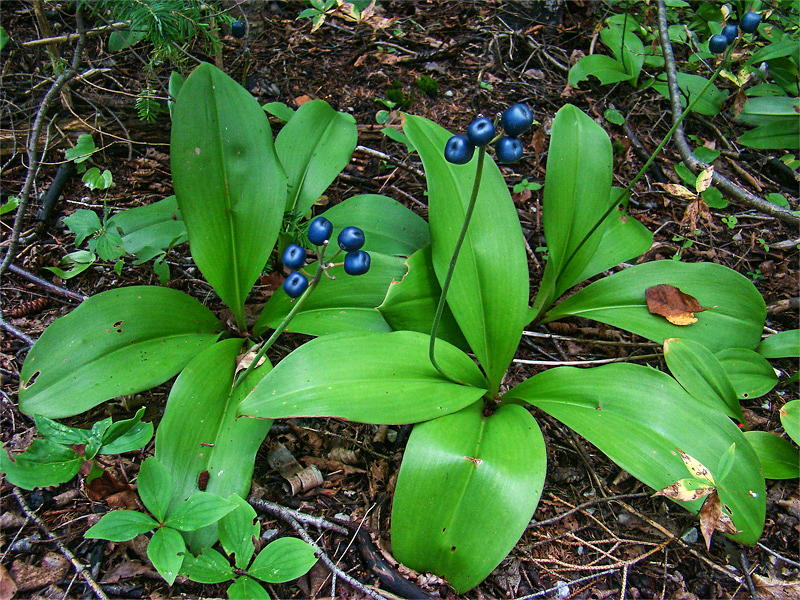
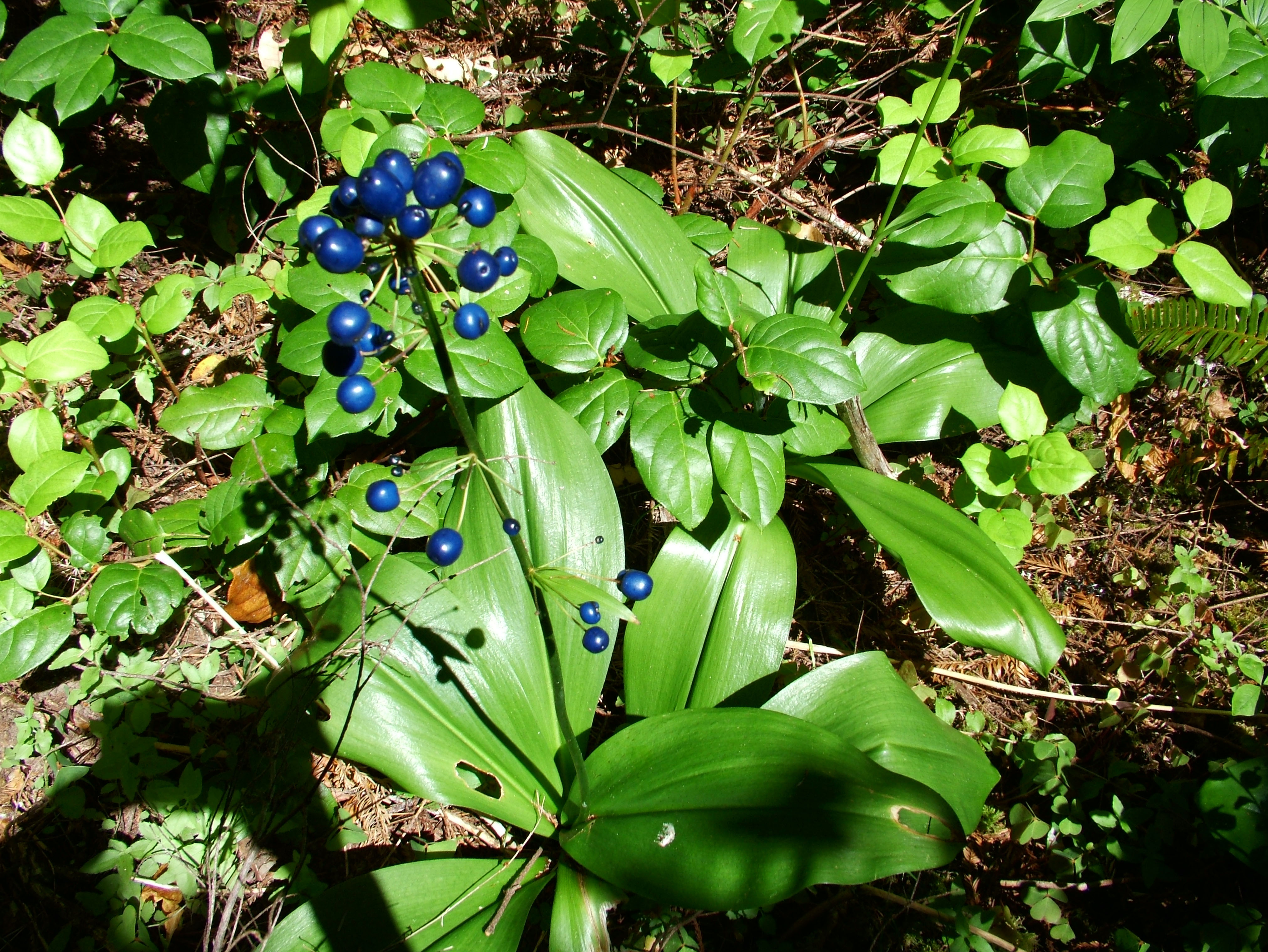
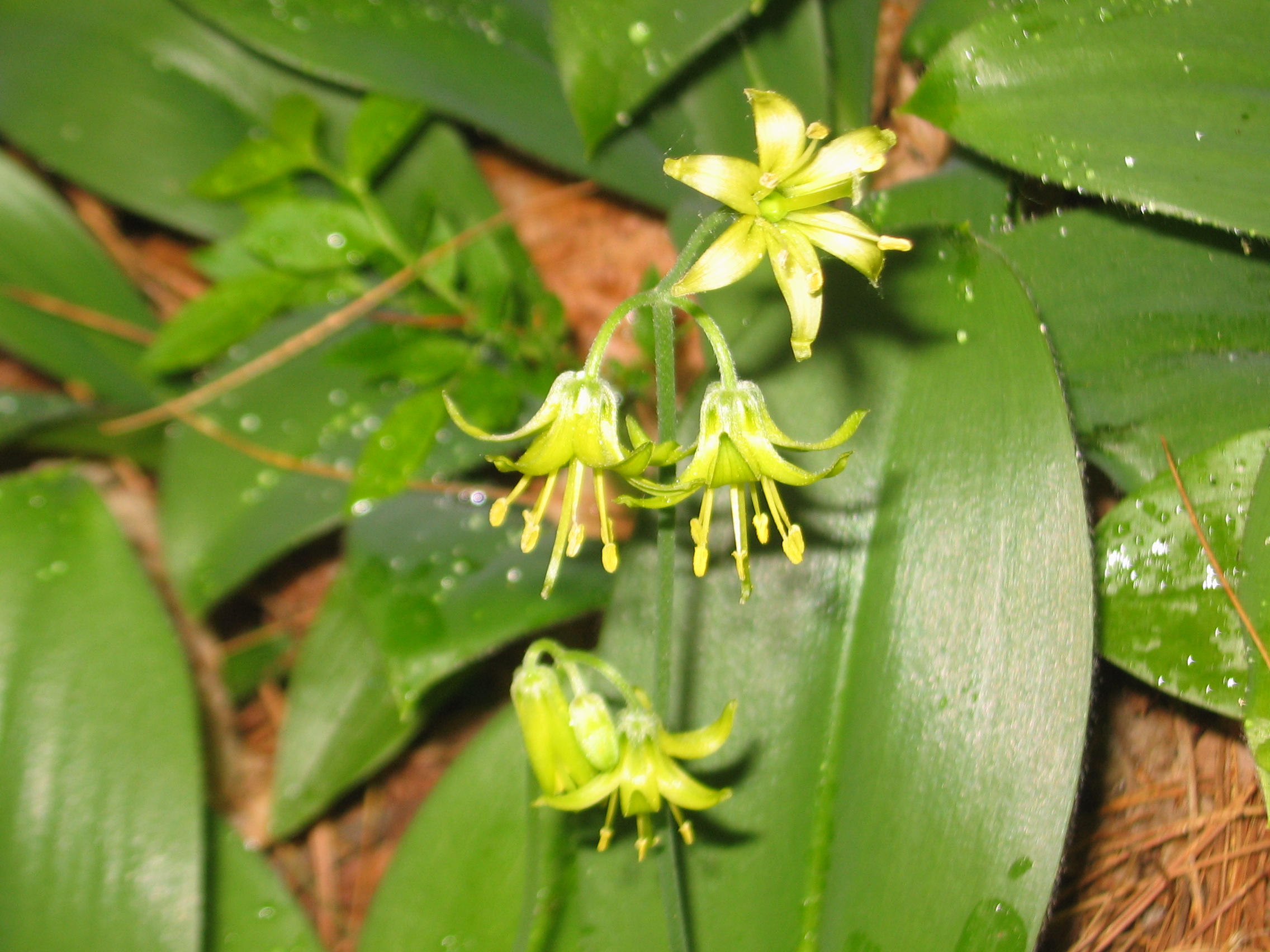
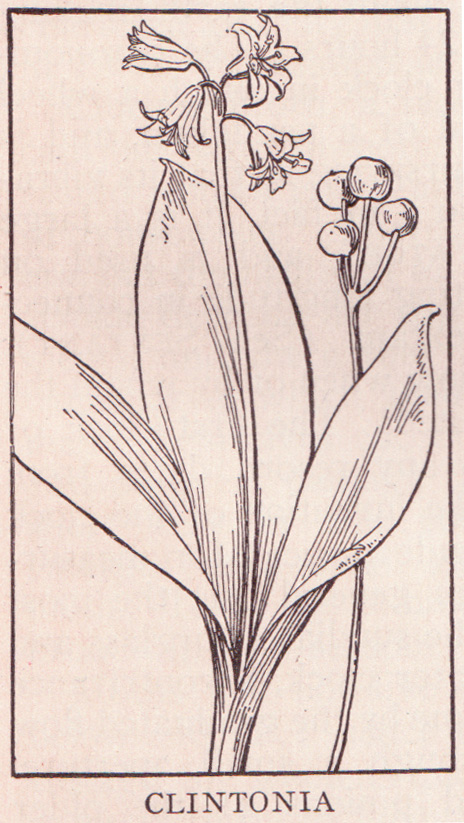